# Katedrální kapitula při chrámu Svatého Ducha v Hradci Králové
Katedrální kapitula při chrámu Svatého Ducha v Hradci Králové je církevní právnická osoba zřízená bulou „Super universas“ papeže Alexandra VII. dne 10. listopadu 1664 zároveň se zřízením biskupství v Hradci Králové. Statutárními orgány kapituly jsou její probošt a děkan.

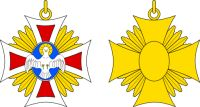
Signum kapituly v Hradci Králové (líc a rub)

## Historie
Kapitula byla založena bulou Super universas vydanou papežem Alexandrem VII. dne 10. listopadu 1664. Její vznik je spojen se zřízením královéhradeckého biskupství, neboť Římská kurie podmínila potvrzení jmenování prvního královéhradeckého biskupa Matouše Ferdinanda Sobka z Bílenberka ustavením kapituly a jejím materiálním zabezpečením. Požadovaný počet kanovníků se sice podařilo snížit na šest, avšak i tak byly problémy se zajištěním jejich obživy. V roce 1662 byl pro tyto účely zakoupen statek Katzenstein, od té doby označovaný Bischofstein (česky Skály), jehož výtěžek byl určen pro obživu tří kanovníků. Úřad čtvrtého kanovníka byl spojen s funkcí děkana v Hradci Králové, pátý kanonikát měl být financován z odkazu chrudimského děkana Jana Vojtěcha Švandy z roku 1662 (až do roku 1703, kdy teprve mohlo být takto získané jmění využito, však byl dotován královéhradeckými biskupy) a prostředky pro šestého kanovníka měly být získávány zčásti z podílu na výtěžku statku Skály a zčásti příspěvkem z výtěžků majetku královéhradecké diecéze. Sedmé kanovnické místo bylo zřízeno v roce 1713 díky majetku věnovanému holohlavským děkanem Janem Františkem rytířem z Auen (úřad však měl být přednostně obsazován duchovními z rodiny z Auen), osmé v roce 1737 díky majetku věnovanému Annou Magdalenou z Ullersdorfu (s tím, že prvním držitelem úřadu bude její syn Jiří z Ullersdorfu) a deváté v roce 1747 díky majetku odkázanému holohlavským děkanem Janem Řečickým (prvním držitelem úřadu se stal náchodský děkan Jan Václav Strnad).
V letech 1956 až 1989, kdy zůstal úřad královéhradeckého biskupa neobsazen, zajišťovala kapitula prostřednictvím kapitulního vikáře Václava Javůrka (1956–1969) a Karla Jonáše (1969–1989) správu královéhradecké diecéze.

## Kanovníci

### Zemřelí kanovníci
- Jan František šl. Lodgman z Auen (1648 Poděbrady – 1717 Holohlavy), 28. kanovník
- Melchior šl. Lodgman z Auen (1701–1743 Hradec Králové), 32. kanovník
- Antonín Jan Venuto (24. května 1746 – 1. dubna 1833, kanovníkem od roku 1785)
- Josef ryt. Lodgman z Auen (1742–1813 Hradec Králové), 66. kanovník
- Anton Jan ryt. Lodgman z Auen (1784 Jaroměř – 17. března 1850 Hradec Králové), 73. kanovník – od května 1831
- Vincenc Bibus (zemřel 3. prosince 1853, kanovník)
- František Xaver Gruss (1820–1867)
- Jan Nepomuk Rais (1803 Krchleby – 1883 Hradec Králové), 78. kanovník[1]
- Eduard Prašinger (1826 Hradec Králové – 1895 Hradec Králové), 91. kanovník[2]
- Tomáš Střebský (7. května 1833 – 7. října 1905, čestný kanovník)
- Jan Salač (čestný kanovník)
- Msgre. ThDr. Jan Soukup (21. května 1849 – 24. května 1929, děkanem od roku 1912)
- Josef Měšťan (22. září 1938 – 1. srpna 2000, sídelní kanovník)
- Václav Jakubec (7. září 1923 – 5. ledna 2004, kanovníkem od roku 1990)
- ThDr. František Hašek (25. listopadu 1915 – 21. prosince 2011)
- ThDr. Václav Zemanec (2. října 1925 – 12. března 2013)
- ICLic. Václav Hegr (27. prosince 1952 – 4. července 2020, sídelní kanovník – peritus iuris, farář v České Skalici)
- ICLic. Miloslav Šiffel (14. září 1954 – 16. února 2021, sídelní kanovník – defensor socialis, farář v Hradci Králové-Pouchově)
- Mons. Karel Exner (21. prosince 1920 – 16. srpna 2022, emeritní probošt)
- Mons. Josef Růt (22. února 1942 – 19. října 2023, děkan kapituly a kanovník penitenciář, emeritní oficiál Diecézního církevního soudu)
- Mons. Mgr. Josef Socha (28. června 1943 - 10. března 2024), sídelní kanovník - arcijáhen kapituly

### Současní kanovníci
- probošt: Mons. Josef Kajnek – světící biskup královéhradecký
- děkan: NEOBSAZENO
- arcijáhen: NEOBSAZENO
- kanovník kurát: Mons. František Hladký – děkan v Hradci Králové I
- kanovník kustod: Mons. Mgr. Ing. Pavel Boukal – kancléř diecézní kurie Biskupství královéhradeckého
- Mons. Jan Paseka – generální vikář diecéze královéhradecké
- ThLic. Prokop Brož, Th.D. – biskupský vikář pro pastoraci a školství, biskupský delegát pro ekumenismus, ředitel Diecézního teologického institutu, rektor kostela Nanebevzetí Panny Marie v Hradci Králové

### Čestní kanovníci:
- ThLic. Jaroslav Brož
- Mgr. Ing. Zdeněk Novák – farář v Třebechovicích pod Orebem
- Mons. Pavel Dokládal – farář farnosti Koclířov u Svitav